# Cimetière de Noradouz
Le cimetière de Noradouz (en arménien Նորատուսի գերեզմանատուն) est un cimetière arménien situé dans la communauté de Noradouz, en bordure du lac Sevan, en Arménie. Il est divisé en deux zones : un cimetière ancien comptant plusieurs centaines de khatchkars (ce qui en fait le plus grand cimetière de khatchkars d'Arménie), et un cimetière moderne.

## Situation
Le cimetière est situé sur le territoire de la communauté rurale de Noradouz, dans le marz de Gegharkunik, à 90 km au nord d'Erevan, la capitale arménienne, et sur la rive occidentale du lac Sevan. La partie moderne compte des tombes allant du XVIIIe siècle à l'époque actuelle.

## Dans la culture

### Patrimoine historique
Le cimetière ancien compte 728 khatchkars du IXe / Xe au XVIe / XVIIe siècles,. C'est le plus grand cimetière à khatchkars avec celui de Djoulfa désormais détruit. Le khatchkar le plus ancien est daté de 996 et Noradouz comprend également un ensemble remarquable de khatchkars tardifs.

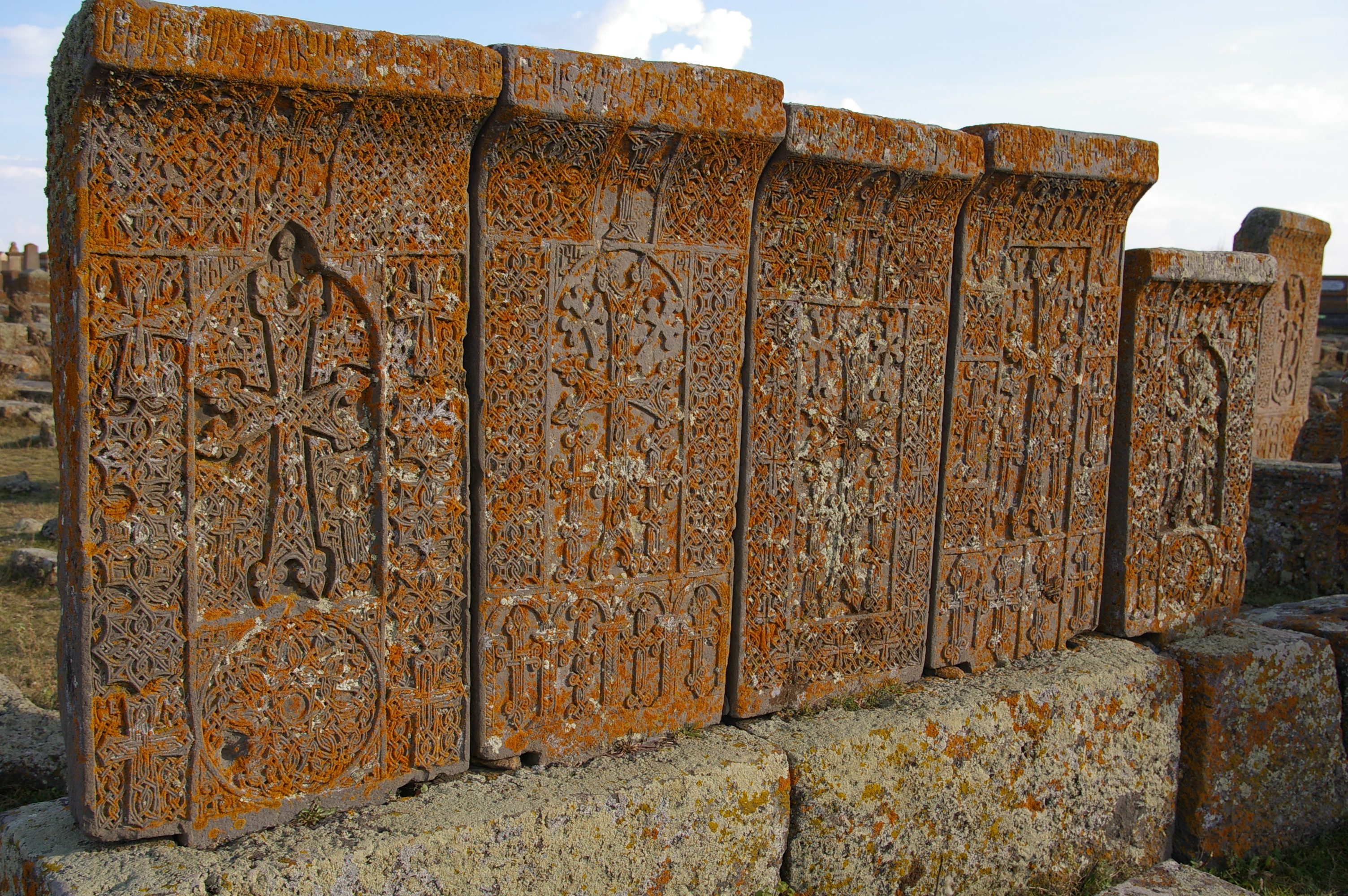
Khatchkars.
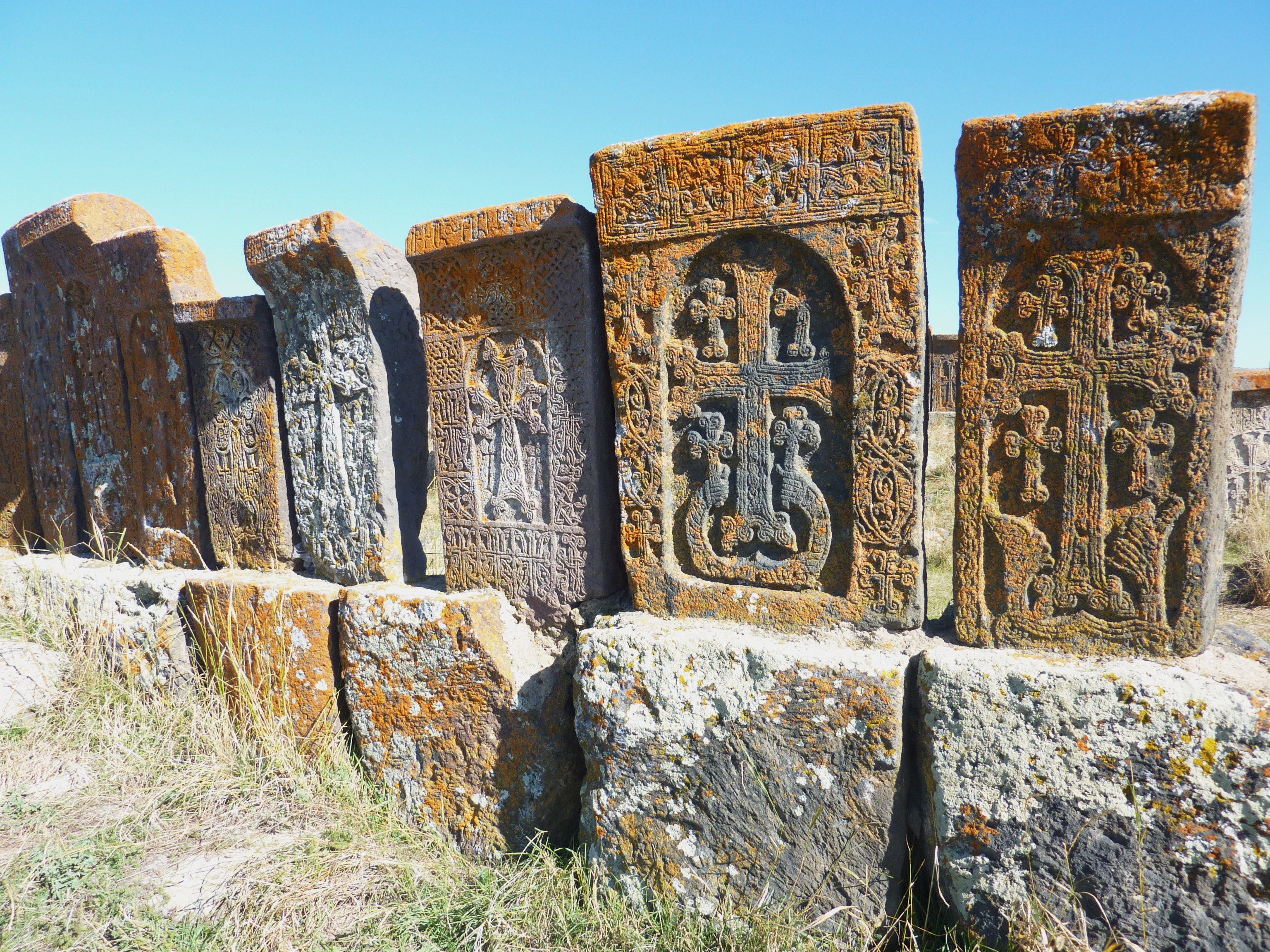
Khatchkars.
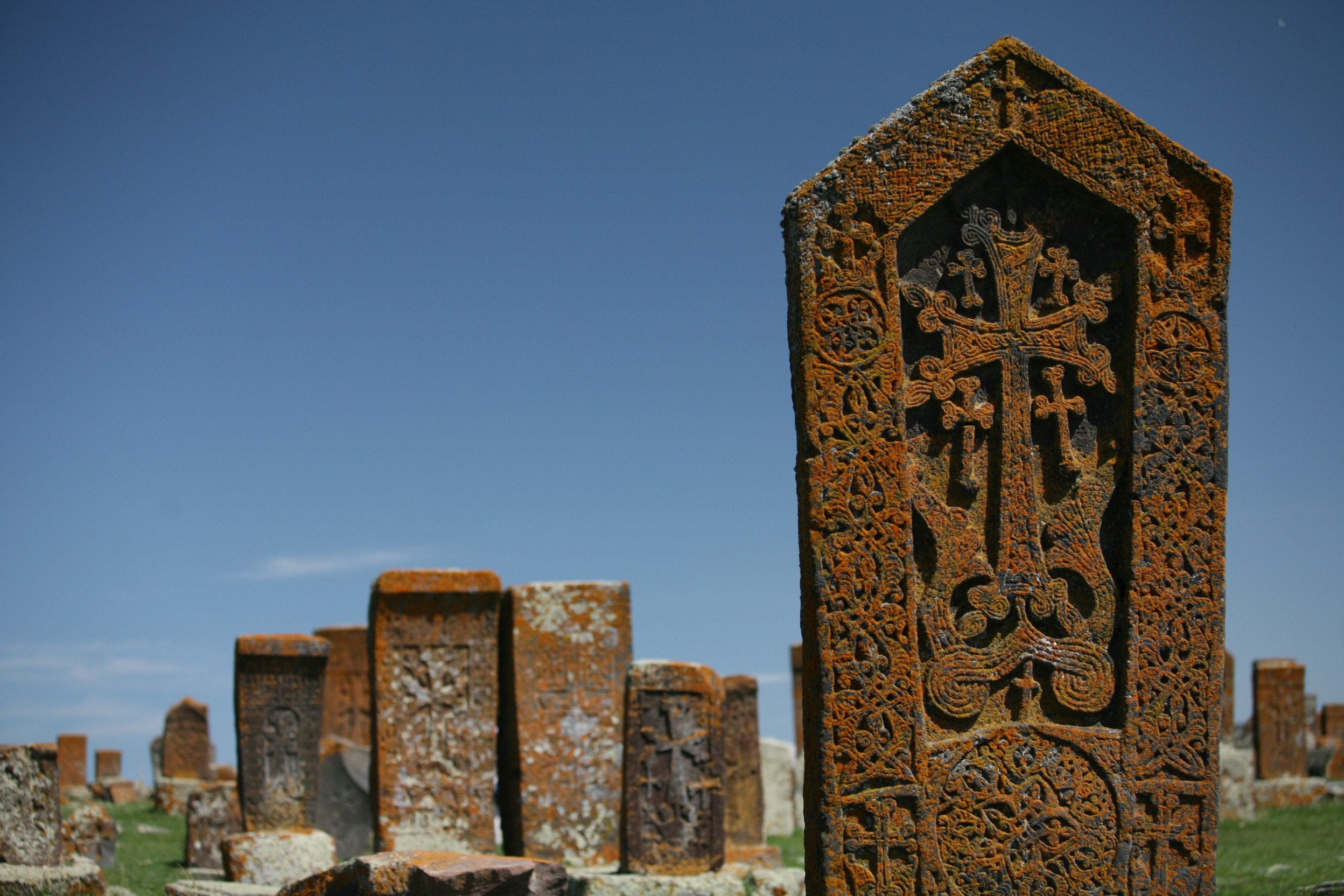
Khatchkars.
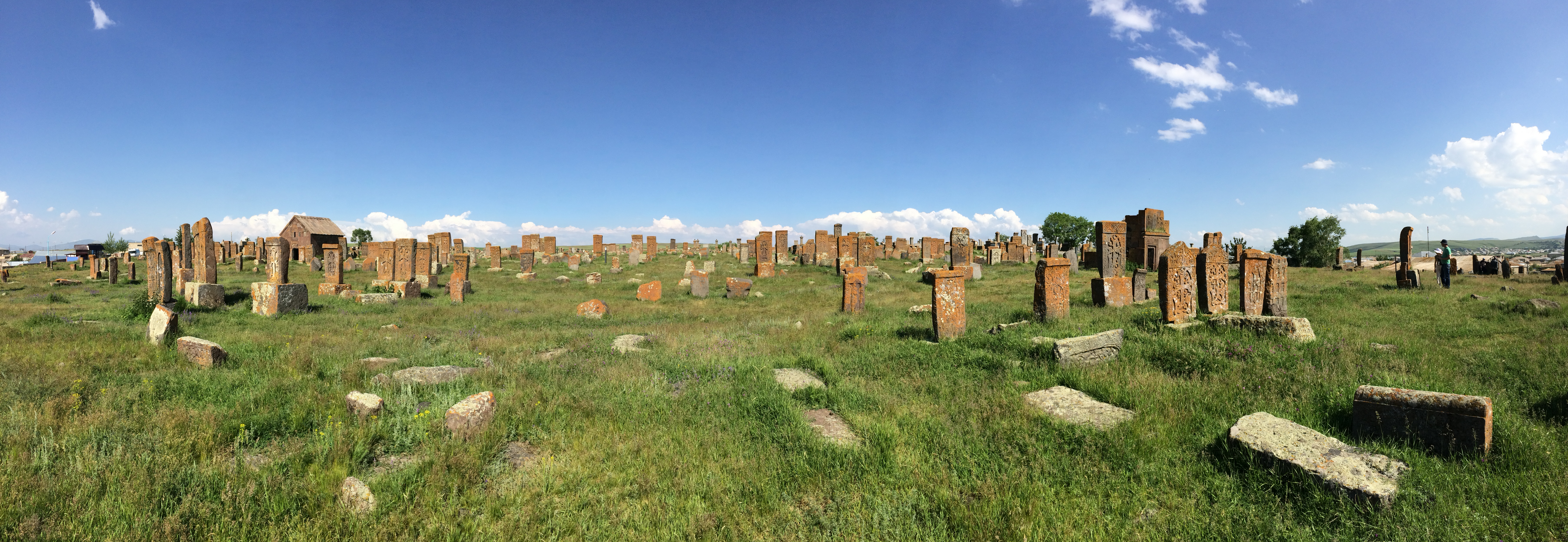
Vue panoramique.
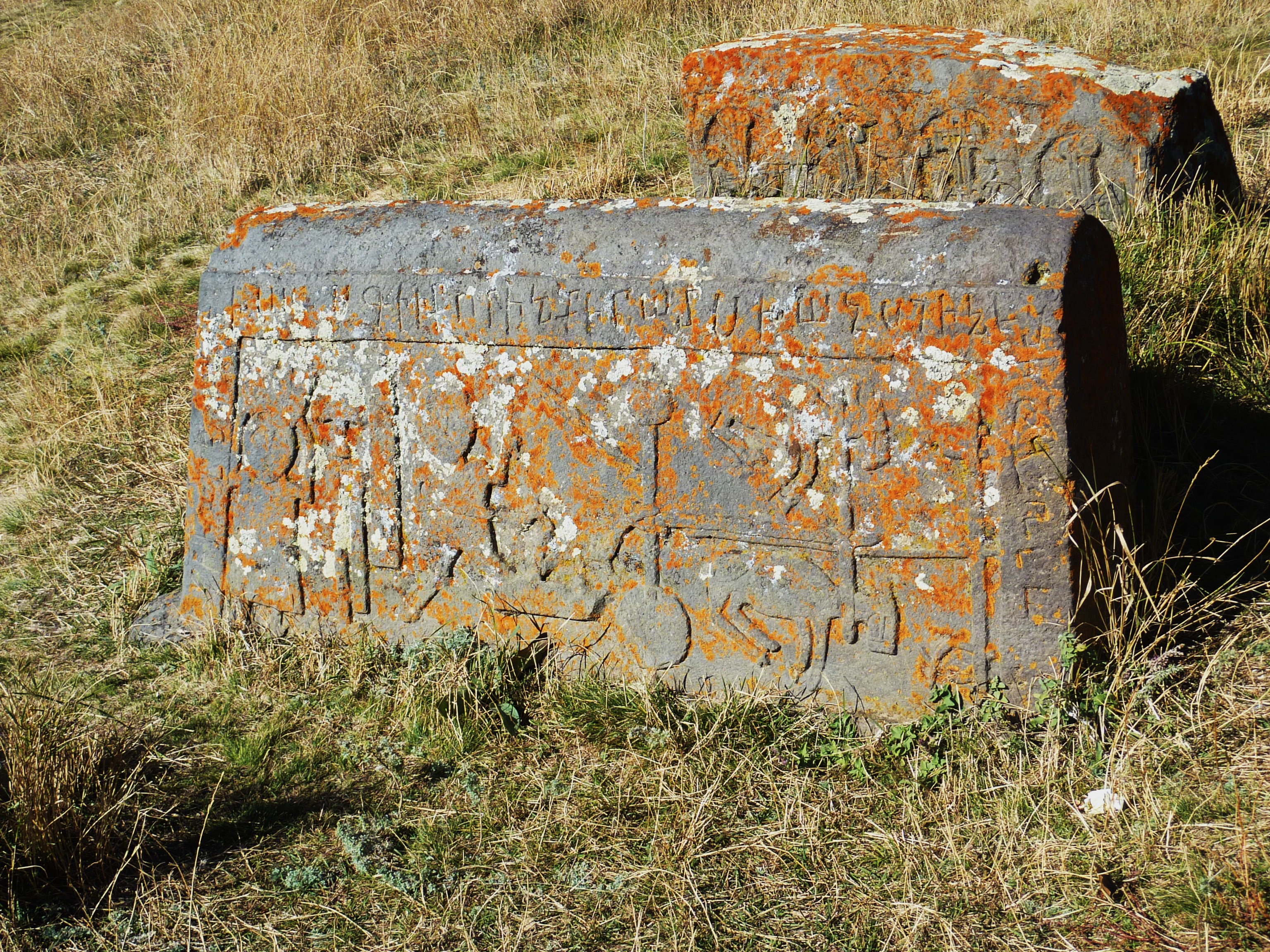
Pierre tombale représentant un laboureur.
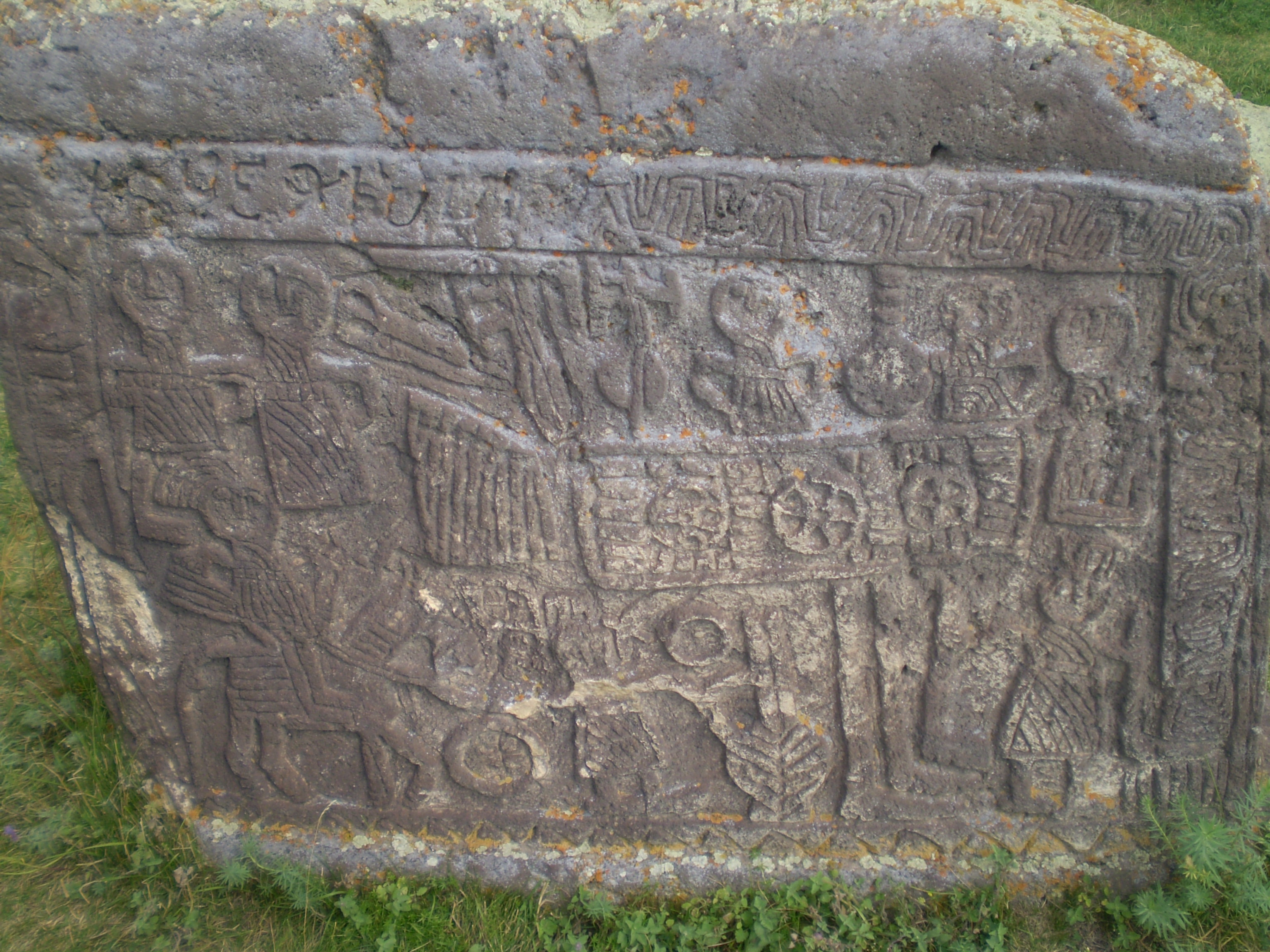
Pierre tombale représentant un mariage.
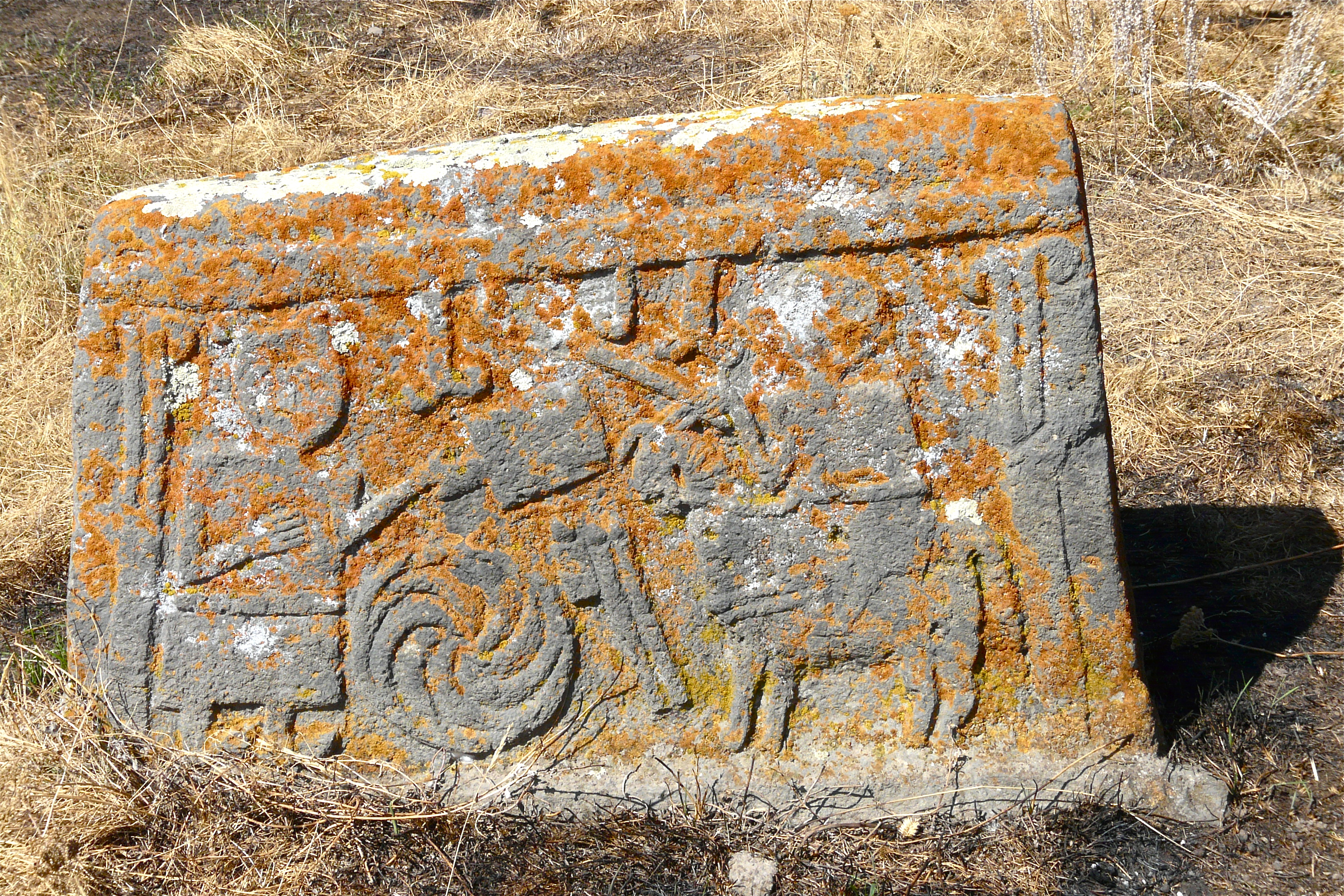
Pierre tombale représentant un cavalier.

La protection de cette collection patrimoniale est d'autant plus importante, qu'hors de l'Arménie actuelle, des dizaines de milliers de khatchkars ont été détruits aux XXe / XXIe siècles dans divers sites de l'Arménie historique, afin d'effacer de l'histoire les preuves de l'ancienne présence arménienne.

### Légende
Une légende locale veut que les villageois, s'apprêtant à subir l'assaut de Tamerlan, auraient muni les khatchkars de casques et d'épées ; de loin, ceux-ci auraient été pris pour des soldats, causant la fuite de l'ennemi.

### Poésie
Le poète Serge Venturini, amoureux de l'Arménie, a écrit deux poèmes à propos du cimetière de Noradouz. Le premier dit : « Tu murmures des bribes de vers, tes lèvres chantent No — ra — douz… Tu chemines au hasard entre deux mondes. Les vivants et les morts te côtoient. Tu dialogues avec eux (…) ». Un second poème, dans le même livre, ajoute : « Dressé comme un khatchkar, je vis l'espace-temps d'un éclair sans cesse renouvelé, le temps d'un coup d'œil jeté contre, — toujours par-delà les ténèbres, vers la verte aurore boréale. Envahi par les voix chères, mes effrois, gouffres étoilés, moi droite stèle érigée, rivière debout dans la touffeur pesante de l'été, porte sous le gel et la neige. — Je crie, miroite d'éternité ».